# لي كينغ
لي كينغ (بالإنجليزية: Lee King) هو لاعب كرة قاعدة أمريكي، ولد في 26 ديسمبر 1892 في هاندريد في الولايات المتحدة، وتوفي في 16 سبتمبر 1967 في شينستون في الولايات المتحدة.

## وصلات خارجية
- لي كينغ على موقعبيزبول رفرنس.كوم (الدوري الرئيسي) (الإنجليزية)
- لي كينغ على موقعبيزبول رفرنس.كوم (الدوري الثانوي) (الإنجليزية)